# 39. honvedska pehotna divizija (Avstro-Ogrska)
39. honvedska pehotna divizija (izvirno nemško . Infanterie-Division) je bila pehotna divizija avstro-ogrskega Honveda, ki je bila aktivna med prvo svetovno vojno.

## Poveljstvo
Poveljniki (Kommandanten)
- Emmerich Hadfy von Livno: avgust 1914 - september 1915
- Blasius Dáni von Gyarmata: september 1915 - november 1916
- Joseph Breit von Doberdo: november 1916 - november 1918